# Ducato di Misterbianco
Il Ducato di Misterbianco fu un feudo esistito in Sicilia tra la fine del XVII secolo e gli inizi del XIX secolo. Il suo territorio corrispondeva all'odierno comune di Misterbianco, in provincia di Catania.

## Storia
La terra di Misterbianco, situata nel Val Demone e appartenente alla città demaniale di Catania, fu acquistata il 28 maggio 1642 dal banchiere genovese Giovanni Andrea Massa per 12.000 scudi, il quale poi la rivendette due giorni dopo come feudo a Vespasiano Trigona Boccadifuoco, nobile di Piazza Armerina e barone di Aliano, Dragofosso e San Cono, che la acquistò per 32.000 scudi, e ciò sancì il suo distacco da Catania e la costituzione in casale autonomo.
Nel possesso del feudo gli succedette il figlio Domenico Trigona Bellia nel 1655, il quale grazie ai tutori Francesco Paternò Castello e Felice Paternò, fu ufficialmente investito del possesso della terra di Misterbianco il 10 marzo 1669. A questi, che non ebbe eredi né dal primo matrimonio con la nobildonna Francesca Spinelli né dal secondo con la nobildonna Paola Gaffuri, succedette il fratellastro Francesco Trigona Micciché, il quale sposato con Felicita Paternò dei baroni di Sant'Alessio, generò il figlio Pietro Domenico, che il 24 giugno 1685, ricevette invstitura del titolo di I° Duca di Misterbianco con privilegio concessogli dal re Carlo II di Spagna. Il primo Duca di Misterbianco, morirà assieme alla moglie Agata Branciforte ed i suoi familiari nel violento terremoto del 1693 che distrusse anche Misterbianco, e insieme furono sepolti nella Chiesa di Sant'Orsola a Misterbianco.
A Pietro Domenico succedette perciò lo zio paterno Tullio Trigona Miccichè, cavaliere gerosolimitano, su investitura ottenuta il 16 marzo 1710, per effetto delle due sentenze favorevoli emesse dalla Regia Gran Corte e dal Tribunale del Concistoro, rispettivamente il 21 agosto 1693 e il 3 aprile 1694. Conseguito il possesso del Ducato, sposò Maria Gaetana Borgia Bonanno, da cui ebbe due figli, Domenico e Lucia, dei quali il primo entrò nella Compagnia di Gesù, e la seconda sposò un procugino, Vespasiano Trigona Speciale dei baroni di Gerace, che maritali nomine divenne titolare del ducato etneo.
Il Ducato di Misterbianco rimase in possesso della famiglia Trigona fino alla sua soppressione avvenuta nel 1812, anno della promulgazione della Costituzione siciliana concessa dal re Ferdinando III di Borbone, che sancì l'abolizione del feudalesimo nel Regno di Sicilia.
Il titolo di Duca di Misterbianco venne legalmente riconosciuto dal Regno d'Italia con D.M. del 13 febbraio 1928 in persona di Alberto Trigona Li Destri, IX duca di Misterbianco.

## Cronotassi dei Duchi di Misterbianco

### Periodo feudale
- Pietro Domenico Trigona Paternò (1685-1693)
- Tullio Trigona Micciché (1693-?)
- Lucia Trigona Borgia (?-1770)
- Mario Trigona Trigona (1770-1793)
- Vespasiano Trigona Grimaldi (1794-1812)

### Periodo post-feudale
- Vespasiano Trigona Grimaldi (1812-1828)
- Alberto Trigona Joppolo (1828-1856)
- Vespasiano Trigona Paternò Castello (1856-?)
- Alberto Trigona Li Destri (?-1928)
- Vespasiano Trigona Li Destri (1928-1946)

## Principali esponenti dei Trigona dei Duchi di Misterbianco
Tra gli esponenti più illustri del ramo dei Duchi di Misterbianco, si ricordano: 
- Mario Trigona Trigona, IV duca di MIsterbianco († 1793), capitano di giustizia di Catania nel 1756-57 e senatore di detta città dal 1770[11];
- Vespasiano Trigona Grimaldi, V duca di Misterbianco (1754-1828), figlio del precedente, che fu gentiluomo di camera, capitano di giustizia in Catania nel 1784, patrizio nel 1786, senatore negli anni 1788, 1797, e parì del Regno di Sicilia nel 1812[11];
- Antonio Maria Trigona Grimaldi (1760-1835), fratello del precedente, arcivescovo di Messina;
- Alberto Trigona Joppolo, VI duca di MIsterbianco (1792-1856), figlio del Duca Vespasiano, militare dell'esercito borbonico in qualità di colonnello del reggimento "Cacciatori a cavallo" di Ragusa dal 1815, colonnello del reggimento provinciale "dei Militi" di Catania nel 1818-1820, gentiluomo di Camera del Re con esercizio nel 1831, presidente del consiglio della Provincia di Catania nel 1846, patrizio di Catania nel 1848.[12]
- Vespasiano Trigona Li Destri, IX duca di Misterbianco (1898-1973), che fu dirigente sportivo come presidente della squadra di calcio della Società Sportiva Catania dal 1932 al 1936.